# Accidente del Be-200 de 2021
El accidente del Be-200 de 2021 fue un desastre aéreo ocurrido el sábado 14 de agosto de 2021 cuando un avión anfibio tipo Beriev Be-200 de la fabricante rusa Beriev, se estrelló contra una montaña cerca de la ciudad turca, Kahramanmaraş, matando a los 8 tripulantes a bordo. El avión se ocupaba en extinguir los incendios forestales que azotan a aquel país. 
La aeronave llegó a Turquía el 8 de julio junto a otros dos, los cuales fueron alquilados por la Dirección General de Silvicultura a la armada rusa para combatir los incendios forestales actuales en Turquía.

## Aeronave

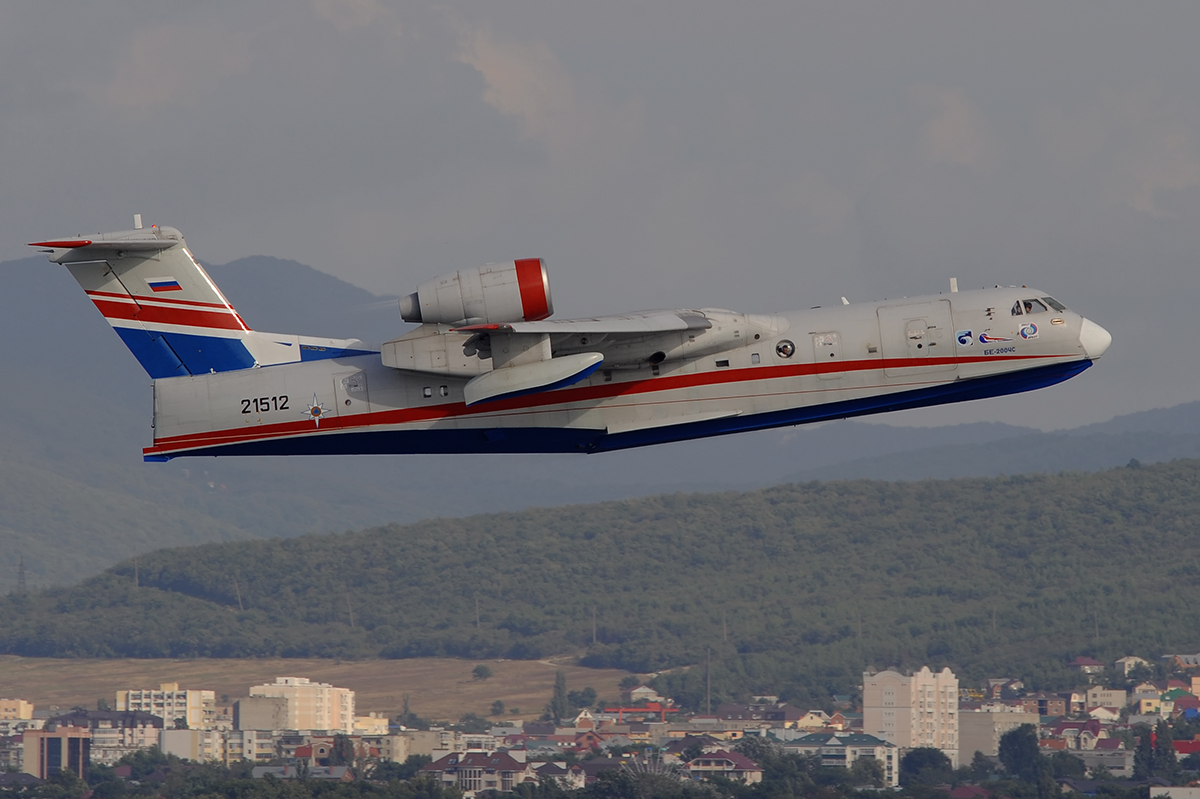
Avión similar al accidentado

El aparato era un Beriev Be-200 relativamente nuevo ya que había hecho su primer vuelo en febrero de 2020, teniendo, entonces, 1 año y 6 meses de edad. Tenía como número de serie 64620090311 y propulsado con motores de reacción. 

## Tripulación
La aeronave llevaba 8 tripulantes, 5 rusos y 3 turcos, los cuales eran:

#### Turcos
- Uno de los pilotos, Serkan Mirzaoğlu
- El Ingeniero Forestal y Representante de la Dirección General, Oğuz Avşar Aydın
- El Coordinador, Edip Uzunoğlu

#### Rusos
- El Copiloto Vladislav Berkutov
- Radioperador Nikolay Omelchenko
- El Capitán, Evgeni Kuznetsov
- El Navegante, Vadim Karasev
- El Técnico, Luri Chuborov[2]

## Antecedentes
Los incendios, que han afectado particularmente a las ciudades turísticas del Mediterráneo, están ahora contenidos en gran medida, según informó el viernes el presidente, Recep Tayyip Erdoğan. Sin embargo, las llamas han arrasado miles de hectáreas. Turquía ha combatido casi 300 incendios forestales en todo el país desde el 28 de julio Varios países, incluidos Rusia, España y Catar, han enviado aviones para ayudar a Turquía.
El avión accidentado fue enviado a la zona a extinguir los fuertes incendios que han destruido hogares y ha hecho huir a miles. Pero cuando el avión se disponía para aterrizar, se perdió la comunicación con el avión y se estrelló. El presidente también dijo que "la situación es muy nueva. Enviamos muchas unidades al área donde se estrelló el avión".
La aeronave fue localizada por personal de búsqueda y rescate en Engizek Mountain. Todo lo que quedó de la aeronave después de un incendio posterior al accidente fue la sección de la cola, según las imágenes publicadas en Twitter del accidente. Las autoridades locales investigarán el accidente y harán un informe para el gobierno turco.

## Investigación
El ministerio de defensa ruso señalo que se accidento la aeronave en la aproximación de aterrizaje. El Ministerio ruso informó que envió una comisión al lugar del accidente para investigar la causa del siniestro. Por el internet hay varios videos circulando sobre la colisión de la aeronave. De hecho, un video grabó el momento en el que el avión se estrella contra la montaña.

### Accidentes similares
- Vuelo 123 de Japan Airlines
- Vuelo 901 de Air New Zeland
- Vuelo 268 de PIA